# Labroides bicolor
Labroides bicolor es una especie de peces de la familia Labridae en el orden de los Perciformes.

## Morfología
Los machos pueden llegar alcanzar los 15 cm de longitud total.

## Distribución geográfica
Se encuentra desde el África Oriental hasta las Islas de la Línea, las Islas Marquesas, las Islas de la Sociedad y el sur del Japón. En la amplia zona en la que se distribuye es una especie muy común.